# Hinrich von Hasbergen
Hinrich von Hasbergen, auch Hinrik van Hasberghen, (* ?; † nach 1435) war von 1406 bis 1418 Ratsherr in Bremen.

## Leben

### Familie
Hasbergens gehörten zum Stiftsadel, jedoch zogen von ihnen einige in die Stadt Bremen. Ein Heinrich von Hasbergen (Hinricus de Hasbergen) bezeugte bereits 1229 in einer Urkunde, in der der Graf von Oldenburg der Bremer Kirche Sicherheit für seine Belehnung mit der Burg Wildeshausen versprach, erneut 1243. Ein Diedrich von Hasbergen war 1305 Bürgermeister in Bremen. Die „Ritter von Hasbergen“ lassen sich bis 1189 zurückverfolgen, die letzten Nennungen der verzweigten Familie erfolgten im 17. Jahrhundert.
Hinrichs Vater Johann von Hasbergen urkundete als Bauherr von Unserer Lieben Frauen im Jahr 1378.

### Ratsherr (ab 1406)
Hinrich wurde 1406 Ratsherr. Seine Schwester Gheze von Hasbergen war mit Hinrich von der Trupe verheiratet.
Im August 1418 vermittelte Hinrich zusammen mit zwei Gesandten König Sigismunds, den Ratsherren Herbort Duckel und Johann Vasmer einen einjährigen Waffenstillstand zwischen den Friesen, Oldenburg und der Hanse, bei dem es einerseits um den Kampf gegen die Vitalienbrüder ging. Andererseits ging es Bremen um den Aufbau eines ausgedehnten Territoriums, wogegen sich die betroffenen Friesen zur Wehr setzten. Sibet, einer der vertriebenen Friesenhäuptlinge, die sich nach einem gescheiterten Angriff auf die Friedeburg hatten jenseits der Jade zurückziehen müssen, sah sich gezwungen, seine Expansionspläne für einige Zeit zurückzustellen. Auch der Versuch, im nächsten Jahr ins Butjadinger Land vorzudringen, scheiterte. Die dortige Bevölkerung schwor dem Bremer Rat Unterordnung und Treue. Gegen diese Expansion Richtung Ostsee, die letztlich scheiterte, protestierten nun ihrerseits die königlichen Gesandten.
1422 war Hinrich Zeuge bei einer Schenkung durch Herbort Schene an die Ansgari-Kirche, die in einem Notariatsinstrument festgehalten wurde.
Am Schluss der Aufzeichnungen des Bremer Rats über den Schuldenstand der Stadt im Jahr 1434 erhielt Hinrich eine Entschädigung in nicht genannter Höhe. Er bezeugte, dass er für die dem Domkapitel auf den Utbremer Zehnten vorgestreckten Betrag von 300 Mark nur 15 Mark an jährlichen Zinsen erhalten habe, obwohl der zugehörige Schuldbrief auf 20 Mark lautete. Er verzichtete auf die Differenz.
Am 17. November 1426 erwarb Hinrich ein Gut in Grambke. Zu Hamburg am St. Agneten-Tag – ohne Jahresangabe – beklagte sich der Bremer Bürger Albert van der Horst beim Bremer Rat, dass er in dessen Geleit von Hinrich von Hasbergen angegriffen worden sei.